# TV Juruá
TV Juruá é uma emissora de televisão brasileira sediada em Cruzeiro do Sul, cidade do estado do Acre. Opera no canal 10 (44 UHF digital) e é afiliada ao SBT.

## História

### 1995-2009: TV Ituxi
A emissora é sucessora da TV Ituxi que entrou no ar em 1995. A emissora foi fundada pelo jornalista Roberto Medina apresentava na década de 2000, problemas financeiros, administrativos, inadimplência e frequentes quedas de sinal e atrasos de salários.
Em 2007, o jornalista Medina chegou a arrendar a emissora ao grupo cristão evangélico liderado por pastores da capital Rio Branco. No entanto, os pastores dão calote ao arrendatário Roberto Medina e se recusam a entregarem a emissora. A recusa dos pastores fez com que Medina entrasse ação na Justiça, que no fim decide em favor dele e volta a administrar a emissora.
Após recuperar a emissora, Medina decide colocar a emissora à venda. Em fevereiro de 2008, o empresário James Camelli (primo do ex-governador Orleir Camelli), dono da Rádio Juruá (maior audiência no Vale do Juruá) compra a TV Ituxi, que inicia período de transição dos antigos donos e sócios a novos proprietários, entre eles as estreias dos programas com nome de "Juruá".

### Desde 2009: TV Juruá
Em 2009, um ano depois da compra e a transição da antiga para a atual administração, a TV Ituxi é extinta passou a se chamar TV Juruá, pondo fim os 14 anos da emissora.
Após a mudança de nome, a TV Juruá passa a pertencer ao Sistema Juruá de Comunicação (que reúne também a Rádio Juruá), presidido pelo empresário James Cameli. Na época da mudança de nome, a emissora de TV possuía quase 40 funcionários.
Na década de 2010, a situação da emissora melhora e desaparecem os problemas internos que eram comuns na antiga emissora (financeiros, administrativos, inadimplência e frequentes quedas de sinal e atrasos de salários).
Em 2021, a TV Juruá expande o sinal para a cidade de Tarauacá, através do Canal 2 VHF analógico no lugar da RRC TV, também afiliada ao SBT.

## Sinal digital
| Canal virtual | Canal digital | Resolução de tela | Programação                             |
| ------------- | ------------- | ----------------- | --------------------------------------- |
| 10.1          | 44 UHF        | 1080i             | Programação principal da TV Juruá / SBT |

A TV Juruá iniciou suas transmissões digitais em 17 de outubro de 2020 através do canal 44 UHF.
Transição para o sinal digital
Com base no decreto federal de transição das emissoras de TV brasileiras do sinal analógico para o digital, a TV Juruá cessou suas transmissões pelo Canal 10 VHF analógico em 26 de agosto de 2021, mais de dois anos antes do cronograma oficial da ANATEL que previa apenas em 31 de dezembro de 2023. A transmissão aconteceu após o encerramento do programa gravado The Noite.